# تايرون كوربين
تايرون كوربين (بالإنجليزية: Tyrone Corbin)‏ مواليد 31 ديسمبر 1962 في كولومبيا، هو مدرب كرة سلة أمريكي ولاعب سابق. بدأ مسيرته الاحترافية في سنة 1985. تم اختياره من قبل فريق سان أنطونيو سبرز خلال الدرافت. وهو مدرب مساعد لفريق فينيكس صنز في الرابطة الوطنية لكرة السلة. يبلغ طوله 6 قدم 6 بوصة (2.0 م). اعتزل اللعب في 2001. أحرز خلال مسيرته في الإن بي إيه 9766 نقطة بمعدل 9.2 نقاط في المباراة الواحدة.

## المسيرة الاحترافية
لعب مع سان أنطونيو سبرز من سنة 1985 إلى 1987، ثم لعب مع كليفلاند كافالييرز من سنة 1986 إلى 1988، ثم لعب مع فينيكس صنز من سنة 1987 إلى 1989، ثم لعب مع مينيسوتا تمبر ولفز من سنة 1989 إلى 1992، ثم لعب مع يوتا جاز من سنة 1991 إلى 1994، ثم لعب مع أتلانتا هوكس في موسم 1994–1995، ثم لعب مع سكرامنتو كينغز في موسم 1995–1996، ثم لعب مع ميامي هيت في سنة 1996، ثم لعب مع أتلانتا هوكس من سنة 1996 إلى 1999، ثم لعب مع سكرامنتو كينغز في موسم 1999–2000.

## إحصائيات المسيرة
| الفريق         | السنة   | G   | W   | L   | W–L% | النهاية | PG | PW | PL | PW–L% | النتيجة                  |
| -------------- | ------- | --- | --- | --- | ---- | ------- | -- | -- | -- | ----- | ------------------------ |
| يوتا جاز       | 2010–11 | 28  | 8   | 20  | .286 | 4       | —  | —  | —  | —     | غاب عن الأدوار الإقصائية |
| يوتا جاز       | 2011–12 | 66  | 36  | 30  | .545 | 3       | 4  | 0  | 4  | .000  | خسر في الجولة الأولى     |
| يوتا جاز       | 2012–13 | 82  | 43  | 39  | .524 | 3       | —  | —  | —  | —     | غاب عن الأدوار الإقصائية |
| يوتا جاز       | 2013–14 | 82  | 25  | 57  | .305 | 5       | —  | —  | —  | —     | غاب عن الأدوار الإقصائية |
| سكرامنتو كينغز | 2014–15 | 28  | 7   | 21  | .250 | (مؤقت)  | —  | —  | —  | —     |                          |
| المسيرة        | المسيرة | 286 | 119 | 167 | .416 |         | 4  | 0  | 4  | .000  |                          |

## روابط خارجية
- تايرون كوربين على موقع إن بي أي (الإنجليزية)
- تايرون كوربين على موقع سبورتس رفرنس (الإنجليزية)
- تايرون كوربين على موقع كرة السلة الأوروبية.كوم (الإنجليزية)
- تايرون كوربين على موقع إي إس بي إن.كوم (الإنجليزية)
- تايرون كوربين على موقع كلية كرة السلة في سبورتس رفرنس.كوم (الإنجليزية)
- تايرون كوربين على موقع ريلجم (الإنجليزية)
- تايرون كوربين على موقع بروبوليرز (الإنجليزية)
- تايرون كوربين على موقع سبورتس رفرنس (الإنجليزية)